# 刘中华
刘中华（1917年1月—2018年1月16日）山东文登人，中国人民解放军开国少将。

## 生平
1917年1月生于文登天福山西字城村（今属文登营镇），1932年加入中国共产党。1935年，任共青团文登县委书记，不久又被挑选成为共青团中央驻青岛的地下交通员。1935年5月，因叛徒告密而被捕。直到抗日战争全面爆发后的1937年10月，第二次国共合作后，刘中华才获释。
1937年12月24日，刘中华参加天福山起义，任山东人民抗日救国军第三军第一大队第三中队指导员。在起义第五天，刘中华被中国国民党方面逮捕，在狱中他既不接受改编，也不怕杀头，国民党方面迫于压力只好将他释放。1942年，日军在山东发动大扫荡，八路军一一五师代理师长陈光、政委罗荣桓率部在沂蒙山区遭日军“围剿”，刘中华率加强营突破沂水河、沐水河封锁线，进入鲁中区牵制敌人，使一一五师师部和中共中央山东分局顺利转移。1943年夏，任胶东南海地委书记兼南海军分区政委。1945年初，任胶东中海地委书记兼中海军分区政委。
第二次国共内战期间，1946年初，胶东北海地委书记兼北海军分区政委。不久调任华东野战军第九纵队第27师政委。1949年2月任中国人民解放军第30军政治部主任。
1949年，刘中华开始在中国人民解放军海军工作，并于1950年被任命为华东军区海军第六舰队副政委。朝鲜战争爆发后，刘中华任第六舰队政委、政委兼司令员。1953年，被派往苏联伏罗希洛夫海军学院学习。1957年春回国后，任中国人民解放军海军高级专科学校第一任校长。经过几年发展，该校开设了舰艇长系、舰艇政治系、导弹艇长系等6个系，培养出不少中国人民解放军海军指挥员。
1955年9月被授予海军少将军衔（副军级，授衔时名字为刘仲华）。1981年在青岛的镇江路海军干休所离休。 行政13级。1988年被授予二级红星功勋荣誉章。
2018年1月16日，刘中华在青岛病逝，享年101岁。